# Copa Asobal 1995
La VI edición de la Copa Asobal se celebró entre el 27 y el 28 de diciembre de 1995, en el Pabellón Ciutat de Castelló de Castellón de la Plana, España.
En ella participarán el FC Barcelona, el Prosesa Ademar León, el Caja Cantabria Santander y el Elgorriaga Bidasoa.
El vencedor tiene como premio la participación en la Copa IHF de la próxima temporada.

## Eliminatorias
|  | Semifinales              | Semifinales              | Semifinales  |              |                          | Final                    | Final | Final |  |
|  |                          |                          |              |              |                          |                          |       |       |  |
|  |                          |                          |              |              |                          |                          |       |       |  |
|  | Caja Cantabria Santander | Caja Cantabria Santander | 18           |              |                          |                          |       |       |  |
|  | Caja Cantabria Santander | Caja Cantabria Santander | 18           |              |                          |                          |       |       |  |
|  | Elgorriaga Bidasoa       | Elgorriaga Bidasoa       | 16           |              |                          |                          |       |       |  |
|  | Elgorriaga Bidasoa       | Elgorriaga Bidasoa       | 16           |              | Caja Cantabria Santander | Caja Cantabria Santander | 23    |       |  |
|  |                          |                          |              |              | Caja Cantabria Santander | Caja Cantabria Santander | 23    |       |  |
|  |                          |                          | FC Barcelona | FC Barcelona | 24                       |                          |       |       |  |
|  | FC Barcelona             | FC Barcelona             | FC Barcelona | FC Barcelona | 24                       | 26                       |       |       |  |
|  | FC Barcelona             | FC Barcelona             |              |              |                          | 26                       |       |       |  |
|  | Prosesa Ademar León      | Prosesa Ademar León      | 20           |              |                          |                          |       |       |  |
|  | Prosesa Ademar León      | Prosesa Ademar León      | 20           |              |                          |                          |       |       |  |
|  |                          |                          |              |              |                          |                          |       |       |  |

### Semifinales

#### Caja Cantabria Santander[1]- Elgorriaga Bidasoa
| 27 de diciembre de 1995 | Caja Cantabria Santander | 18:16 (9:6) | Elgorriaga Bidasoa | Pabellón Ciudad de Santander, Castellón       |                                               |
|                         | Dujshebaev 5             |             | Perunicic 9        | Árbitro(s): Gallego (España) y Lamas (España) | Árbitro(s): Gallego (España) y Lamas (España) |

#### FC Barcelona[2]- Prosesa Ademar León
| 27 de diciembre de 1995 | FC Barcelona | 26:20 (11:8) | Prosesa Ademar León | Pabellón Ciudad de Santander, Castellón                         |                                                                 |
|                         | Masip 10     |              | Rubiño 4            | Árbitro(s): Angel Permuy (España) y Cristina Fernández (España) | Árbitro(s): Angel Permuy (España) y Cristina Fernández (España) |

### Final[3]

#### Caja Cantabria Santander - FC Barcelona
| 28 de diciembre de 1995 | Caja Cantabria Santander | 23:24 (12:11) | FC Barcelona | Pabellón Ciudad de Santander, Castellón                    |                                                            |
|                         | Dujshebaev 6             |               | Ortega 4     | Árbitro(s): Ramón Gallego (España) y Victor Lamas (España) | Árbitro(s): Ramón Gallego (España) y Victor Lamas (España) |

| Cataluña                        |
| Campeón FC Barcelona 2.º título |